# 沉湖农业综合示范区
沉湖农业综合示范区是中华人民共和国湖北省天门市下辖的一个类似乡级单位。

## 行政区划
沉湖农业综合示范区下辖以下行政区单位：
虚拟村。